# Konstantyn Mavrocordat

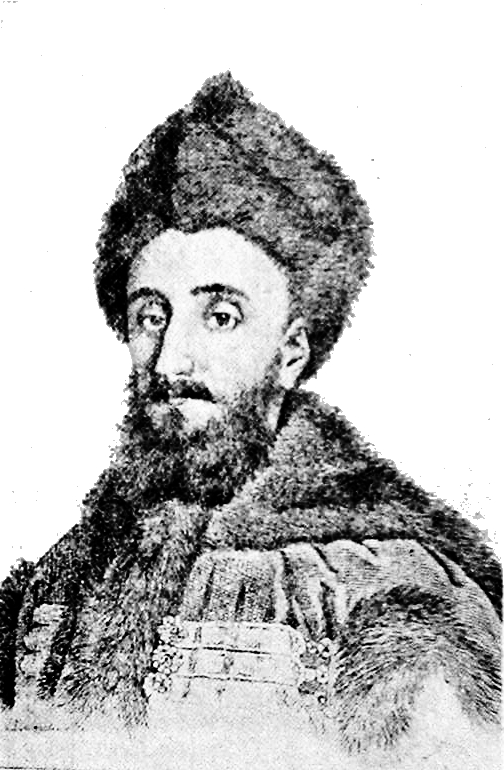
Konstantyn Mavrocordat

Konstantyn Mavrocordat (rum. Constantin Mavrocordat; ur. 1711, zm. 1769) – hospodar Wołoszczyzny w latach 1730, 1731–1733, 1735–1741, 1744–1748, 1756–1758 i 1761–1763, jako Konstantyn III, oraz hospodar Mołdawii w latach 1733–1735, 1741–1743, 1748–1749 i 1769, jako Konstantyn IV, z rodu Mavrocordat.

## Życiorys
Urodzony w rodzinie fanariockiej w Konstantynopolu, był synem Mikołaja Mavrocordata, hospodara mołdawskiego i wołoskiego. Po śmierci ojca w 1730 objął tron wołoski. Jego rządy były krótkie, podobnie jak i liczne następne na Wołoszczyźnie i w Mołdawii – w sumie obejmował oba te trony w ciągu swego życia dziesięciokrotnie. Częste zmiany na tronie wynikały z polityki imperium osmańskiego, które sprzedawało te stanowiska kolejnym fanariotom czerpiąc z tego niemałe zyski; Konstantyn Mavrocordat rywalizował w tej mierze z przedstawicielami innych rodów fanariockich – Ghica i Racoviță.
Konstantyn był człowiekiem wykształconym i piastując oba trony starał się przeprowadzić w obu księstwach pewne reformy. Dotyczyły one spraw podatkowych (tutaj rozpoczął je już jego ojciec Mikołaj), sądowych (zdecentralizował w pewnym stopniu system sądowniczy) i administracyjne (starał się ograniczyć korupcję). W 1746 wprowadził na Wołoszczyźnie obowiązek kształcenia synów bojarskich, o ile byli oni przeznaczeni do służby państwowej. Chciał też ograniczyć zbiegostwo chłopów, osiągające coraz większe rozmiary z uwagi na rosnący ucisk ze strony właścicieli ziemskich – służyły temu dekrety o zniesieniu poddaństwa wydane w 1746 na Wołoszczyźnie (gdzie ustalono cenę wykupu chłopa z poddaństwa i zezwolono mu na wolne przenoszenie się) i w 1749 w Mołdawii (gdzie z kolei ograniczono możliwość handlu chłopami, ale nie dano im możliwości przenoszenia się). Oba te dekrety określały również zakres pańszczyzny, co poprawiało co prawda los chłopów poddanych, pogarszało jednak położenie tych, którzy dotąd pańszczyzną nie byli objęci. Reformy te zaakceptował również Konstantynopol mając na uwadze spadek dochodów z powodu chłopskich ucieczek. Opór stawiali natomiast właściciele ziemscy, jednak możliwość przenoszenia się chłopów na Wołoszczyźnie w związku z brakiem rąk do pracy w pewnym stopniu wymusiła na nich lepsze traktowanie chłopów.
Okres rządów Konstantyna Mavrocordata to także okres nasilenia się konfliktów pomiędzy bojarami miejscowymi, a możnymi napływowymi (greckimi). Konflikty te występowały praktycznie już od kilkudziesięciu lat, niejednokrotnie przekształcając się w krwawe porachunki (np. w 1716), lecz zupełne odsunięcie miejscowych elit na boczny tor, związane z rządami fanariotów, otaczających się w głównej mierze swoimi rodakami spotęgowało te waśnie.
W polityce zagranicznej Konstantyn był lojalny wobec Imperium Osmańskiego. Za jego rządów, w 1739 (po zakończeniu kolejnej wojny austriacko-tureckiej powróciła w granice Wołoszczyzny oderwana dwadzieścia lat wcześniej Oltenia – to też mogło być przyczyną niektórych wspomnianych wyżej reform, jako że przez okres panowania austriackiego przeprowadzono tam szereg zmian.
Zmarł podczas wojny rosyjsko-tureckiej w 1769 – został raniony i wzięty do niewoli przez Rosjan podczas obrony Gałacza i zmarł krótko potem w niewoli w Jassach. Jego synem był późniejszy hospodar mołdawski Aleksander Mavrocordat I.